# معماری زیست‌دوست
معماری زیست‌دوست یا طراحی بیوفیلیک (به انگلیسی: Biophilic architecture) در واقع طراحی و ساخت با توجه به طبیعت در ذهن است. البته طراحی بیوفیلیک به این معنی نیست که ساختمان هایمان را با چمن و پوشش گیاهی سبز کنیم و به سادگی، جذابیت و زیبایی آن‌ها را با استفاده از درختان و بوته‌ها بالا ببریم؛ بلکه موضوع بحث خیلی بالاتر از این است و در مورد مکان بشریت در طبیعت و همچنین مکان و جایگاه جهان طبیعی در اجتماع انسان هاست، فضایی که تقابل، احترام و ارزشمند کردن ارتباطات می‌تواند در تمام سطوح به وجود بیاید و به شکل هنجار پدیدار شود.

## ایده
ایده طراحی زیست‌دوست از اینجا آغاز شد که شناخت نسبت به سیر تکاملی جسم و فکر انسان و ارتباط آن با جهان حسی و گرانبها بالا رفت، چیزی که ادامه آن برای سلامتی مردم، بهره‌وری، احساسات، رشد فکری و ذهنی و حتی سلامتی روحی انسان‌ها به نقطه بحرانی رسید و حیاتی شد. ضرورت این موضوع در دوران مدرن (معاصر) با توجه به کشاورزی در مقیاس بزرگ، صنعت، مواد مصنوعی، مهندسی‌های مختلف، دنیای
الکترونیک و ...، در شهرها نمایان است. بشر با واکنش مطابق با شرایط و محرک‌های.

## اهداف
ما اجتماعی هستیم که همیشه در حال تغییر و حرکت هستیم و همواره مقدار زیادی استرس را برای خودمان، فرزندانمان، همکاران در محیط کار و همسایگانمان بوجودمی آوریم و موجب به وجود آمدن یک عدم تعادل در بدنمان می‌شویم که ما را به سمت بیماری‌ها و بهبودی طولانی مدت می‌برد. مشاهدات بسیار زیادی وجود دارد که نشان می‌دهد، محیط‌هایی که الهام گرفته از طبیعت هستند به ما کمک می‌کنند که کمتر دچار استرس شویم و بتوانیم آن را کنترل کنیم و همچنین می‌توانیم، بهره‌وری، خلاقیت، رضایت شغلی، محیطی مناسب برای پیشرفت ذهنی و جسمی کودکان ،... و در نهایت می‌تواند بخشی از آسودگی خاطر را که آرزوی ماست به ما بچشاند. در زیر برخی از مهم‌ترین مواردی را که طراحی بیوفیلیک بر آن‌ها تأثیر مثبت دارد ذکر شده‌اند:
- سلامت جسمی و روحی
- خلاقیت، توجه و یادگیری در کودکان
- رضایت از محیط اطراف
- بهره‌وری و خلاقیت در کار، رضایت شغلی، جلوگیری از غیبت‌های بی‌مورد از سرکار.
- مناسبات همسایگی و تعامل و رفت و آمد در شهرها.
- ایجاد آرامش و آسودگی خیال و کاهش استرس
- قدردانی و درک ارزش و اهمیت طبیعت[۳][۴]

### حرفه‌ها
همانطور که گفته شد، طراحی زیست‌دوست یک رشته، میان رشته‌ای است و تعداد زیادی از رشته‌های علمی مختلفی در آن درگیر هستند که: معماران، دانشمندان علوم طبیعی، جامعه شناسان، متخصصان سلامتی، روانشناسان، اقلیم شناسان، بوم شناسان، زیست شناسان، شهرسازان و برنامه ریزان شهری، توسعه دهندگان و تمام کسانی که پیشنهاد می‌دهند ما چگونه می‌توانیم نه تنها پایداری بلکه اجتماعی رضایت بخش و جدید که با طبیعت هماهنگ است را به وجود آوریم، شامل می‌شود.

## آغاز
طراحی زیست‌دوست در هر مقیاسی، از ساختمان‌ها گرفته تا شهرها، با یک سؤال ساده آغاز می‌شود: «چگونه محیط ساخته دست بشر بر محیط طبیعی تأثیر می‌گذارد و چگونه طبیعت می‌تواند بر تجربیات و اشتیاق و عملکرد انسان‌ها تأثیر
بگذارد؟» و بیشتر اینکه «ما چگونه می‌توانیم به پایداری و منفعت دو طرفه و متقابل بین این دو (محیط طبیعی و محیط ساخته دست بشر) دست پیدا کنیم؟»

## کاربرد
طراحی زیست‌دوست به یک نوع ساختمان منسوب نمی‌شود و می‌تواند در هر قسمتی از محیط ساخته شده وارد شود. تمام فرم‌های معماری می‌تواند با طراحی (Strak Modernism) بیوفیلیک به وجود آیند، حتی فرم‌های کامل و خشن دوره مدرن